# 36 v.Chr.

Hiëroglief van de Maya's voor 0. Dit is het eerste geregistreerde gebruik van het getal nul.

Het jaar 36 v.Chr. is een jaartal in de 1e eeuw v.Chr. volgens de christelijke jaartelling.

## Gebeurtenissen

### Italië
- Einde van de Derde Burgeroorlog: Gaius Julius Caesar Octavianus wordt door de Senaat onschendbaar (sacrosanctus) verklaard.
- 3 september - Slag bij Naulochus: Marcus Vipsanius Agrippa, wordt door Octavianus benoemd tot admiraal van de Romeinse vloot (300 schepen) en verslaat Sextus Pompeius in een zeeslag bij Sicilië. Sextus laat zijn legionairs in de steek en vlucht naar Klein-Azië.
- Marcus Lepidus landt met een Romeins expeditieleger (12 legioenen) vanuit Africa op Sicilië en belegert Lilybaeum (huidige Marsala). Na een muiterij van Lepidus' legionairs, wordt hij door Octavianus uit het tweede triumviraat verstoten. Lepidus leeft met behoud van zijn bezittingen en titel van Pontifex maximus (opperpriester), in luxueuze gevangenschap in Rome.
- Agrippa wordt door Octavianus Caesar onderscheiden met de corona navalis (scheepskroon). Een gouden lauwerkrans met ingeweven ramstevens.

### Parthië
- Marcus Antonius valt met het Romeinse leger (10 legioenen) Medië Atropatene binnen en belegert de vestingstad Phraaspa (in de buurt van Maragha, Iran) bij het Urmiameer. De Parthen bedreigen de aanvoerlijnen en Antonius moet zich terugtrekken naar Syria.

### Klein-Azië
- Archelaüs (36 - 17) wordt door Antonius aangesteld als koning van Cappadocië.

### Midden-Amerika
- De Maya's gebruiken voor het eerst het getal 0 en noemen er een godheid naar.

## Geboren
- 31 januari - Antonia de Jongere, keizerin en moeder van Claudius I (overleden 37)
- Vipsania Agrippina, dochter van Marcus Vipsanius Agrippa (overleden 20)